# 梅纳罗拉
梅纳罗拉（義大利語：Menarola），曾是意大利松德里奥省的一个市镇。总面积14平方公里，人口43人，人口密度3.1人/平方公里（2009年）。国家统计（ISTAT）代码为014042。
据2015年11月6日通过的法令，梅纳罗拉并入戈尔多纳市镇。梅纳罗拉本来就是在1756年从戈尔多纳分开出来的。在合并之前梅纳罗拉是整个意大利人数最少的市镇之一。